# Llei de secrets oficials espanyola
La Llei 9/1968, de 5 d'abril, sobre secrets oficials, també coneguda com a Llei de secrets oficials, és una llei espanyola aprovada el 1968 per les Corts Generals que té per objecte regular aquella informació classificada, el coneixement públic de la qual podria suposar un risc per a la seguretat i la defensa de l'Estat (art. 2). Posseeix un reglament de desplegament, el Decret 242/1969.

## Contingut
La llei, que consta de catorze articles, estableix el principi general de publicitat de l'activitat dels òrgans de l'Estat llevat que aquesta sigui declarada expressament com a «classificada» (art. 1). La llei només preveu dos nivells de classificació: «secret» i «reservat» (art. 3), si bé la legislació derivada estableix la «reserva interna» d'informació, amb dos nivells inferiors més: «confidencial» i «difusió limitada». Només el Consell de Ministres i l'Estat Major de la Defensa poden classificar o desclassificar la informació en els dos màxims nivells (arts. 4 i 7).
La resta de preceptes aborden les responsabilitats i obligacions dels qui tracten amb aquest tipus d'informació o puguin trobar-s'hi, qui pot accedir als diferents nivells de classificació, el procediment de classificació i les sancions que comporta el seu incompliment.
Finalment, la llei estableix que la classificació d'informació no arribarà ni al Congrés dels Diputats ni al Senat. Per això, el Congrés té una Comissió de Secrets Oficials on es tracta aquest tipus d'informació.

## Reformes

### Reforma de 1978
La reforma general d'octubre de 1978 estableix la regulació actual de la llei. Abans d'aquesta reforma, els casos en què es podia classificar informació eren més amplis, permetent la classificació en els casos que es «comprometen els interessos fonamentals de la Nació en matèria referent a la defensa nacional, la pau exterior o l'ordre constitucional», cosa que a la pràctica permetia censurar qualsevol informació que no agradés al règim. Igualment, també autoritzava a classificar informació els caps de missions diplomàtiques d'Espanya a l'estranger i, en cas d'urgència i fins que fos ratificat per l'autoritat competent: els directors generals de Seguretat i de la Guàrdia Civil, els caps d'Estat Major de cadascun dels tres exèrcits, el cap de la Defensa Aèria, els capitans generals de les regions militars, departaments marítims i regions aèries, i els governadors civils.
Així mateix, aquesta reforma va eliminar tota referència a autoritzar aquesta classificació als que ocupessin els càrrecs de forma interina i va despersonalitzar l'acte de classificació, atorgant-ho a òrgans i no directament a autoritats concretes. Finalment, va suprimir l'exclusió que existia per part de la jurisdicció contenciosa administrativa del coneixement de les qüestions que es derivin de les classificacions i també va eliminar les sancions administratives per als casos d'incompliment de les disposicions de la llei.

### Reformes futures
La llei de secrets oficials ha estat una llei molt criticada al llarg del període democràtic posterior al franquisme. El 2020 i per tercera vegada, el ple del Congrés dels Diputats va acceptar la tramitació d'una proposició de llei del Partit Nacionalista Basc per reformar la llei, que no va arribar a concloure's en les dues ocasions anteriors. La proposta del PNB suposa posar límits temporals a la classificació d'informació i limitar la capacitat de classificar, declarant únicament competent al Consell de Ministres. Aquesta norma es troba actualment paralitzada a la Mesa del Congrés dels Diputats.
El 2021 el govern espanyol va anunciar una comissió formada pels principals ministeris, encarregada de redactar un text legislatiu que homologui la llei als estats de l'entorn i que compleixi els paràmetres de les organitzacions internacionals a què pertany. S'espera que la llei estigui aprovada abans que finalitzi la XIV legislatura, el 2023. La comissió interministerial va acabar el seu treball el juliol de 2022, i l'avantprojecte de llei va ser aprovat pel Consell de Ministres l'1 d'agost de 2022. La llei té previst ampliar de dos a quatre els nivells de classificació i establirà terminis entre quatre i cinquanta anys en funció de la sensibilitat de la informació. Així mateix, es preveu crear una autoritat nacional per a l'aplicació de la llei i la gestió i la desclassificació d'aquest tipus d'informació. Finalment, si s'aprova l'avantprojecte de llei, el Ministeri de la Presidència assumiria la responsabilitat sobre la informació classificada, en detriment del Ministeri de Defensa.